# Happy Madison Productions
Happy Madison Productions er et amerikansk filmselskab grundlagt i 1999 af Adam Sandler, der er bedst kendt for sine komediefilm. Happy Madison har hentet sit navn fra filmene Happy Gilmore and Billy Madison, to box office successer hvor Sandler selv medvirker og begge produceret af Robert Simonds. Den ældre mand, der er skildret på logoet, er Sandlers far, Stanley.
I tillæg til adskillige Sandler-producerede film, har selskabet også udgivet film produceret af andre som Steven Brill (Little Nicky, Mr. Deeds), Dennis Dugan (The Benchwarmers, I Now Pronounce You Chuck and Larry, You Don't Mess with the Zohan, Grown Ups, Grown Ups 2), Frank Coraci (Click, Zookeeper, Blended), Fred Wolf (Strange Wilderness, The House Bunny), Tom Brady (The Animal, The Hot Chick, Bucky Larson: Born to Be a Star), Peter Segal (Anger Management, 50 First Dates, The Longest Yard) og Nicholaus Goossen (A Day with the Meatball, Grandma's Boy, The Shortcut).
The Waterboy og The Wedding Singer fra 1998 hjalp Sandlers med at starte sin filmkarriere og produktionsselskab. Han producerede The Waterboy og skrev manus med Tim Herlihy.

## Filmografi
| År   | Film                                    | Instruktør          | Budget          | Indtægter    | Metacritic -karakter | Rotten Tomatoes -betyg |
| ---- | --------------------------------------- | ------------------- | --------------- | ------------ | -------------------- | ---------------------- |
| 1999 | Hollywood gigolo                        | Mike Mitchell       | $17 millioner   | $92,938,755  | 30                   | 23 %                   |
| 2000 | Little Nicky                            | Steven Brill        | $85 millioner   | $58,292,295  | 38                   | 22 %                   |
| 2001 | The Animal                              | Luke Greenfield     | $47 millioner   | $84,772,742  | 43                   | 30 %                   |
| 2001 | Joe Dirt                                | Dennie Gordon       | $17,7 millioner | $30,987,695  | 20                   | 11 %                   |
| 2002 | Mr. Deeds                               | Steven Brill        | $50 millioner   | $171,269,535 | 24                   | 22 %                   |
| 2002 | Maskernas mästare                       | Perry Andelin Blake | $16 millioner   | $43,411,001  | 12                   | 1 %                    |
| 2002 | Adam Sandler's Eight Crazy Nights       | Seth Kearsley       | $34 millioner   | $23,833,131  | 23                   | 12 %                   |
| 2002 | The Hot Chick                           | Tom Brady           | $34 millioner   | $54,639,553  | 29                   | 21 %                   |
| 2003 | Anger Management                        | Peter Segal         | $75 millioner   | $195,745,823 | 52                   | 43 %                   |
| 2003 | Dickie Roberts: Former Child Star       | Sam Weisman         | $17 millioner   | $23,794,648  | 36                   | 23 %                   |
| 2004 | 50 First Dates                          | Peter Segal         | $75 millioner   | $196,482,882 | 48                   | 44 %                   |
| 2005 | Benknäckargänget - Krossa dem           | Peter Segal         | $82 millioner   | $190,320,588 | 48                   | 31 %                   |
| 2005 | Deuce Bigalow: European Gigolo          | Mike Bigelow        | $22 millioner   | $45,109,561  | 23                   | 9 %                    |
| 2006 | Grandma's Boy                           | Nicholaus Goossen   | $5,5 millioner  | $37,856,991  | 33                   | 18 %                   |
| 2006 | The Benchwarmers                        | Dennis Dugan        | $33 millioner   | $64,957,291  | 25                   | 11 %                   |
| 2006 | Click                                   | Frank Coraci        | $82,5 millioner | $237,681,299 | 45                   | 32 %                   |
| 2007 | Härmed förklarar jag er Chuck och Larry | Dennis Dugan        | $85 millioner   | $186,072,214 | 37                   | 14 %                   |
| 2007 | Vänner för livet                        | Mike Binder         | $20 millioner   | $22,222,308  | 61                   | 64 %                   |
| 2008 | The House Bunny                         | Fred Wolf           | $25 millioner   | $70,442,940  | 55                   | 41 %                   |
| 2008 | Jiddra inte med Zohan                   | Dennis Dugan        | $90 millioner   | $201,802,891 | 54                   | 37 %                   |
| 2008 | Bedtime Stories                         | Adam Shankman       | $80 millioner   | $212,874,442 | 33                   | 25 %                   |
| 2009 | Centervagten                            | Steve Carr          | $26 millioner   | $183,293,131 | 39                   | 33 %                   |
| 2009 | Funny People                            | Judd Apatow         | $75 millioner   | $71,585,235  | 60                   | 68 %                   |
| 2010 | Grown Ups                               | Dennis Dugan        | $80 millioner   | $271,419,251 | 30                   | 10 %                   |
| 2011 | Min låtsasfru                           | Dennis Dugan        | $80 millioner   | $214,945,591 | 33                   | 19 %                   |
| 2011 | Zookeeper                               | Frank Coraci        | $80 millioner   | $169,852,759 | 30                   | 14 %                   |
| 2011 | Born to Be a Star                       | Tom Brady           | $10 millioner   | $2,529,395   | 9                    | 0 %                    |
| 2011 | Jack and Jill                           | Dennis Dugan        | $79 millioner   | $149,673,788 | 23                   | 3 %                    |
| 2012 | That's My Boy                           | Sean Anders         | $70 millioner   | $57,719,093  | 31                   | 20 %                   |
| 2012 | Here Comes the Boom                     | Frank Coraci        | $42 millioner   | $73,100,172  | 40                   | 38 %                   |
| 2013 | Grown Ups 2                             | Dennis Dugan        | $80 millioner   | $243,645,494 | 19                   | 7 %                    |
| 2014 | Blended                                 | Frank Coraci        | $40 millioner   | $111,600,155 | 31                   | 14 %                   |
| 2015 | Snuten i varuhuset 2                    | Andy Fickman        | $30 millioner   | $107,534,026 | 13                   | 5 %                    |
| 2015 | Pixels                                  | Chris Columbus      | $88 millioner   | $243,637,091 | 27                   | 17 %                   |

### Tv-serier
- 2007-2013: Rules of Engagement

### Andet
- Nick Swardson - Party (CD/DVD) (2007)
- Nick Swardson - Seriously, Who Farted? (2009)